# Cliffortia esterhuyseniae
Cliffortia esterhuyseniae är en rosväxtart som beskrevs av August Henning Weimarck. Cliffortia esterhuyseniae ingår i släktet Cliffortia och familjen rosväxter. Inga underarter finns listade i Catalogue of Life.